# Celui qui se marie
Celui qui se marie est le double épisode final de la saison 4 de la sitcom américaine Friends. Cet épisode fut diffusé pour la première fois sur la chaîne NBC le 7 mai 1998 et nous présente les personnages principaux se rendant à Londres pour célébrer le mariage de Ross Geller (David Schwimmer) et de sa fiancée britannique Emily Waltham (Helen Baxendale). Mais ce mariage va tourner à l'échec lorsque Ross dit accidentellement lors de la cérémonie "Moi Ross, je te prends Rachel", ce qui amène le prêtre à demander à Emily s'il doit poursuivre la cérémonie et permet de clore la saison 4 avec un cliffhanger.
Ces deux épisodes furent mis en scène par Shana Goldberg-Meehan et Scott Silveri d'après une histoire de Michael Borkow (pour la première partie) et de Jill Condon et Amy Toomin (pour la deuxième partie). L'origine de ces deux épisodes est survenu entre la diffusion de la saison 3 et de la saison 4 de la série, quand Channel 4, une chaîne de télévision britannique qui diffusait Friends à l'époque proposa aux producteurs de la série de tourner un épisode en Angleterre. Cette proposition est très bien tombée car le fait que Ross serait marié à la fin de la saison 4 était déjà planifié. Ces deux épisodes ont été filmés en mars 1998 sous la direction du réalisateur et producteur exécutif Kevin S. Bright à Londres et devant dans les studios The Fountain Studios qui se situe au Nord-Ouest de Londres. Les scènes avec Lisa Kudrow qui joue le rôle de Phoebe Buffay dans des studios de Burbank aux États-Unis car la grossesse de l'actrice est trop avancé pour qu'elle prenne l'avion pour se rendre à Londres avec le reste de l'équipe. Lisa Kudrow donna naissance à son fils le jour de la première diffusion de ces 2 épisodes aux États-Unis.
Celui qui se marie est le témoin de nombreux invités jouant des rôles tels que Tom Conti, Jennifer Saunders, Elliott Gould, Christina Pickles et Olivia Williams ou en caméo comme Richard Branson, Sarah Ferguson, Hugh Laurie et June Whitfield. Ces épisodes reçurent de bonnes critiques après leur première diffusion et ils sont souvent considérés comme faisant partie des meilleurs épisodes de la série.

## Intrigue

### Première partie
La première partie débute avec le groupe partant pour Londres, laissant derrière eux Phoebe (Lisa Kudrow), trop enceinte pour voyager et Rachel (Jennifer Aniston), qui a décliné l'invitation au mariage. Arrivés à destination, Joey (Matt LeBlanc) et Chandler (Matthew Perry) visitent la ville de Londres. Joey filme tout ce qu'il y a autour de lui et en particulier Chandler. Ce dernier est d'ailleurs embarrassé devant l'enthousiasme de son ami et à l'idée d'être filmé. Ensuite, lorsque Joey achète à un vendeur (joué par l'invité Richard Branson) un grand chapeau sur lequel on peur voir le drapeau du Royaume-Uni, Chandler laisse Joey visiter la ville seul. Ils finissent par se retrouver dans leur chambre d'hôtel où Chandler s'excuse et Joey lui montre une vidéo avec Sarah Ferguson (qui a joué son propre rôle). Emily, Ross et Monica (Courteney Cox) se rendent à  l'église où doit se dérouler la cérémonie mais ils découvrent avec stupéfaction qu'elle est en train d'être détruite. Plus tard, Monica va ainsi suggérer à Emily de repousser le mariage à plus tard pour que tout soit parfait. Emily propose donc à Ross de repousser le mariage mais celui-ci n'est pas d'accord. Il dit que beaucoup de personnes viennent des États-Unis pour céléber le mariage qui doit se dérouler selon Ross "maintenant ou jamais". Emily choisit "jamais". Monica engueule Ross pour le comportement qu'il a eu envers sa fiancée. Ross finit par s'excuser auprès d'Emily et lui propose d'effectuer la cérémonie dans l'église détruite, église qui a été rangée et nettoyée. Emily accepte. À New York, Rachel réalise qu'elle aime encore Ross, malgré les tentatives de Phoebe de lui retirer ce sentiment d'amour, et décide de se rendre à Londres pour le lui avouer.

### Deuxième partie
Après le départ de Rachel, Phoebe essaie de contacter quelqu'un par téléphone pour prévenir que Rachel se rend à Londres dans le but de dire à Ross qu'elle l'aime encore. Elle parvient à joindre quelqu'un et il s'agit de la gouvernante (jouée par June Whitfield) de la résidence des Waltham qui finit par lui raccrocher au nez. Pendant la répétition du diner qui suivra la cérémonie, Ross présente ses parents Jack et Judy Geller (joués respectivement par Elliott Gould et Christina Pickles) à ceux d'Emily, Stephen et Andrea (joués respectivement par Tom Conti et Jennifer Saunders). Jack et Judy payent volontairement la moitié de ce que coûte le mariage mais ils découvrent les coûts extravagants (un nouveau gazon, une cave à vin…) que le couple Waltham souhaite leur imposer. Mais Jack ne se laisse pas faire et Ross passe la grande majorité de la soirée à essayer de trouver un accord entre ses parents et le couple Waltham. Quant à Joey, il a le mal du pays et veut retourner à New York mais il va vite retrouver du réconfort auprès de Felicity (jouée par Olivia Williams), une demoiselle d'honneur d'Emily. Chandler fait un toast en l'honneur des futurs mariés mais ces blagues ne font pas rire et ce toast n'est pas très bien reçu. Par ailleurs, un invité qui a visiblement trop bu félicite Monica pour Ross mais croit à tort que ce dernier est le fils de Monica. Elle et Chandler se consolent en buvant et le lendemain matin, ils se réveillent dans le même lit, ce qui nous permet de comprendre qu'ils ont fait l'amour la nuit précédente. Après avoir oublié son passeport, Rachel peut enfin se rendre à Londres et dans l'avion lui permettant de s'y rendre, elle agace un autre passager (joué par Hugh Laurie) en parlant de sa relation avec Ross. Enfin arrivée, elle se rend compte que Ross et Emily sont vraiment heureux ensemble en les voyant s'embrasser et elle souhaite juste ses vœux de bonheur à Ross. Phoebe téléphone à Joey pour pouvoir entendre la cérémonie et ce, même si cela ennuie Ross. Finalement, lorsque Ross dit ses vœux, il dit accidentellement le nom de Rachel au lieu de celui d'Emily. Le prêtre demande alors à Emily s'il doit poursuivre la cérémonie tandis que la caméra montre le visage choqué de chacun des personnages et en particulier celui de Rachel.

## Production
Pendant l'été 1997, les producteurs ont été contactés par Channel 4, la chaîne britannique qui diffusait Friends à l'époque, qui leur a proposé de touner un épisode à Londres. Le producteur Greg Malins a dit : « We had to come up with a storyline that would cause all the Friends to go to London [...] and that ended up being Ross getting married, because they would all have to go to his wedding », ce qui signifie : « Nous devions avoir un scénario qui ferait que tous les Friends aillent à Londres [...] et qui se termine avec Ross qui se marie, parce qu'ils (les Friends) devraient tous aller à son mariage. »
Lisa Kudrow accoucha le jour de la première diffusion de ces deux épisodes aux États-Unis, c'est-à-dire le 7 mai 1998.  
Ces deux épisodes mettent en scène de nombreux rôles mettant en scène des acteurs britanniques. Parmi eux il y a Jennifer Saunders qui est connue pour avoir jouée dans la célèbre sitcom britannique Absolutely Fabulous (série dans laquelle on a pu aussi voir la gouvernante joué par June Whitfield). Felicity, la demoiselle d'honneur d'Emily avec qui Joey a eu une très brève relation à Londres est jouée par l'actrice Olivia Williams. D'autres personnalités sont apparues en caméo comme Sarah Ferguson qui joue son propre rôle, Richard Branson qui a vendu un chapeau à Joey et Hugh Laurie, assis à côté de Rachel dans l'avion. Lisa Kudrow ne put se joindre au groupe à Londres car elle était trop enceinte pour prendre l'avion, comme son personnage Phoebe dans la série. Elliott Gould a par inadvertance révélé au public que Rachel allait finalement se rendre au mariage, contrariant Marta Kauffman.
Les scènes n'impliquant pas l'appartement de Monica comme lieu d'action ont toutes étaient filmées à Londres pendant la semaine qui a débuté le 30 mars 1998. Les scènes où Joey et Chandler visitent Londres ont été tournées dans la ville même (Joey a acheté son chapeau derrière la Tour de Londres, Chandler et Joey traverse le Tower Bridge sur un bus dont le toit est ouvert, le Marble Arch, l'entrée de l'hôtel Marriott où ont séjourné les Friends). Les scènes d'intérieur comme ceux se déroulant au restaurant ou encore dans la résidence des Waltham ont été filmées dans les studios The Fountain Studios à Wembley. La réaction du public quand Monica est sorti de la couverture du lit de Chandler fait que les deux acteurs ont dû rester ainsi pendant 27 secondes Un soir, vu que le tournage a duré plus tard que d'habitude, les producteurs ont commandé des pizzas pour tout le public.

## Réception
Celui qui se marie a été diffusé pour la première fois le 7 mai 1998 sur NBC et fut regardé par 31,6 millions de téléspectateurs, soit le plus forte audience de la quatrième saison de Friends. Cet épisode en deux parties réussit même l'exploit de passer au-dessus des 30 millions de téléspectateurs, ce que la série n'avait pas réussi à faire depuis l'épisode 19 de la saison 2 qui se nomme Celui qui ne voulait pas partir qui avait rassemblé 31,2 millions de téléspectateurs le 28 mars 1996. 
Le magazine américain Entertainment Weekly a donné à cet épisode une excellente note : A. Cette revue a qualifié cet épisode  comme étant un "near-perfect finale that finds everyone at the top of their game" et "a tantalizing cliff-hanger, and, in Chandler and Monica, a relationship that will have reverberations for seasons to come", ce qui veut dire "un final presque parfait où l'on trouve tout le monde au meilleur de leur niveau" et "un cliffhanger attrayant, et, en Chandler et Monica, une relation qui aura des répercussions sur les saisons à venir". De plus, les auteurs de Friends Like Us: The Unofficial Guide to Friends qui signifie Friends nous aime: Le Guide non officiel de Friends a déclaré qu'il y avait "trop de "meilleurs moments pour en faire une liste détaillée" ("too many 'best moments' to list in detail") mais Monica s'est distingué en décrivant à Ross ce qu'est un mariage parfait. La brève apparition de Sarah Ferguson a aussi été très remarquée. 
David Schwimmer a exprimé son insatisfaction sur le fait que Ross se marie de nouveau, en disant que c'était une erreur.